# Oeste de Estados Unidos

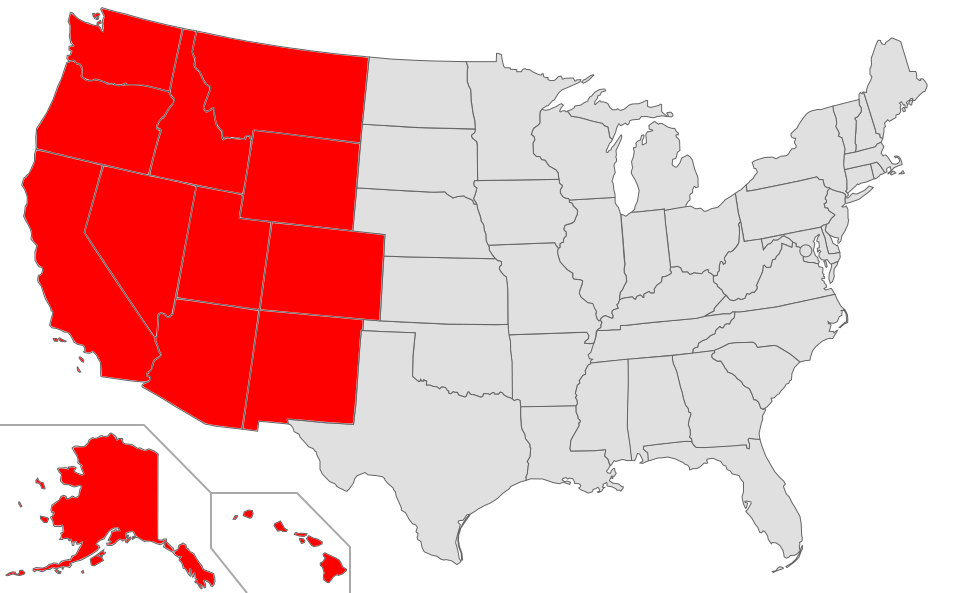
Las definiciones regionales varían de una fuente a otra. Este mapa refleja el oeste de Estados Unidos según la definición de la Oficina del Censo, que incluye 13 estados: Alaska, Arizona, California, Colorado, Hawái, Idaho, Montana, Nevada, Nuevo México, Oregon, Utah, Washington y Wyoming. A su vez, esta región es sub-dividida en zonas de montaña y del Pacífico.

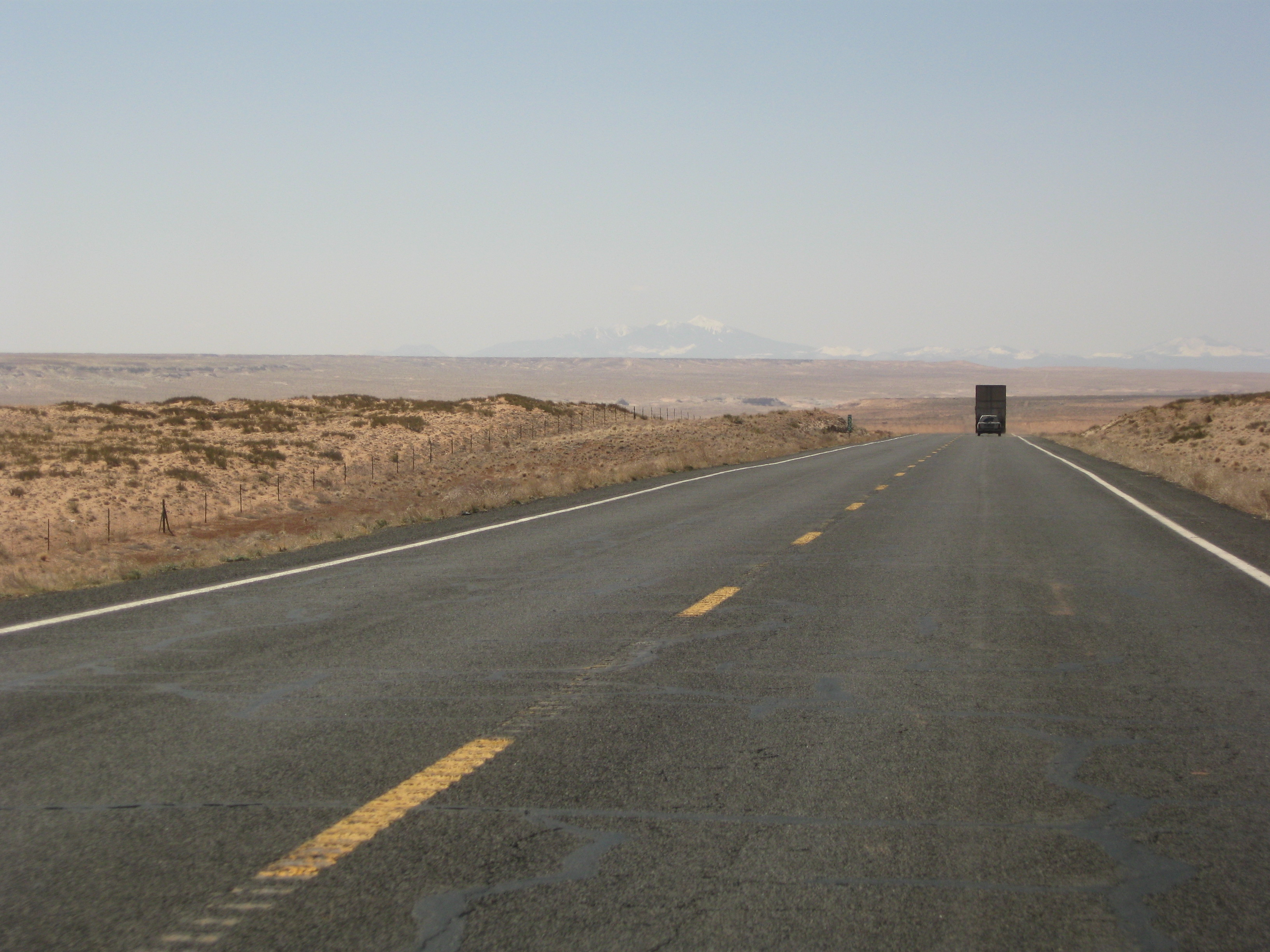
El norte de Arizona.

El oeste de Estados Unidos —también conocido como lejano oeste— comprende la región de los estados occidentales de Estados Unidos. Debido a que el país se expandió hacia el oeste después de su fundación, el significado de "occidente" ha evolucionado con el tiempo. Antes de 1800, la cresta de las montañas de los Apalaches eran vistas como la frontera occidental. Desde entonces, la frontera se movió más hacia el oeste y el río Misisipi era la referencia como el límite más oriental posible del Occidente.
El Oeste comprende mayormente zonas semiáridas, mesetas, algunas llanuras y montañas boscosas.
En el siglo XXI, los estados que se encuentran en las Montañas Rocosas y la Gran Cuenca de la Costa Oeste se consideran parte del Oeste estadounidense.

## Región

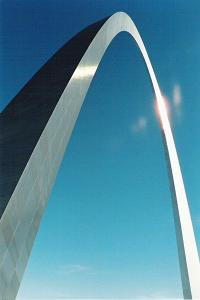
El arco de la entrada en St. Louis, también conocida como la "Puerta al Oeste", conmemora la expansión hacia el oeste de Estados Unidos.

Además de ser una denominación puramente geográfica, el "Occidente" tiene también connotaciones antropológicas. Mientras que esta región tiene su propia diversidad interna, no existe una historia global compartida, ni la cultura (música, gastronomía), mentalidad o visión del mundo, ni los dialectos estrechamente interrelacionados de Inglés. Muchas subregiones del Oeste estadounidense poseen cualidades distintivas e idiosincrásicas.
El Oeste ha desempeñado un papel importante en la historia de Estados Unidos, y está incrustado en el folclore del país.
En su más amplia definición, el Oeste de los EE.UU. es la región más grande del país y abarca más de la mitad de su superficie terrestre. También es la región con más diversidad geográfica, como la Costa del Pacífico, los templados bosques tropicales del noroeste, las Montañas Rocosas, las Grandes Llanuras, los pastos altos de pradera de este a oeste de Wisconsin, Illinois, el oeste de la meseta de Ozark, las porciones occidentales de los bosques del Sur, la costa del Golfo, y todas las zonas desérticas ubicadas en Estados Unidos (el Mojave, Sonora, la Gran Cuenca y Chihuahua).
Los estados de las Montañas Rocosas hacia el Oeste tienen una naturaleza dual de estepas semiáridas y desiertos áridos en las tierras bajas y mesetas y montañas y bosques de coníferas de las tierras altas y las regiones costeras.
La región abarca parte de la compra de Luisiana, la mayor parte de los terrenos cedidos por Gran Bretaña en 1818, algunos de los terrenos adquiridos cuando la República de Texas se unió a los EE.UU., todo el terreno cedido por Gran Bretaña en 1846, toda la tierra cedida por México en 1848, y la totalidad de la compra de Gadsden.
Arizona, Nuevo México, Nevada, Colorado y Utah son típicamente considerados como parte del suroeste, y de Texas y Oklahoma se consideran con frecuencia parte del suroeste también. Idaho, Montana, Oregon, Washington y Wyoming se puede considerar parte de el Noroeste, y la adición de la canadiense provincia de Columbia Británica comprenden el noroeste del Pacífico . También hay otra región al suroeste y al noroeste estados llama la Mountain West, que es Arizona, Nuevo México, Colorado, Utah, Nevada, Montana, Idaho y Wyoming.
El Oeste se puede dividir en el Pacífico ; Alaska, California, Hawái, Oregon y Washington, con el término de la Costa Oeste generalmente restringidos a solo California, Oregon y Washington, y el estados de las Montañas, siempre Arizona, Colorado, Idaho, Montana, Nevada, Nuevo México, Utah y Wyoming . Alaska y Hawái, estar separado de los otros estados del oeste, tienen pocas similitudes con ellos, pero por lo general se clasifican también como parte de Occidente. Occidental de Texas en el desierto de Chihuahua también se considera tradicionalmente parte de los EE.UU. occidental, aunque desde una perspectiva climatológica Occidente podría decirse que comenzará justo al oeste de Austin, donde la precipitación anual disminuye significativamente de lo que se experimenta normalmente en el Este, con un concurrente cambiar de especies vegetales y animales.
Algunos estados occidentales se agrupan en regiones con estados del este. Kansas, Nebraska, Dakota del Sur y Dakota del Norte a menudo se incluyen en el Medio Oeste, que también incluye estados como Illinois y Wisconsin . Oklahoma y Texas también se consideran parte del Sur .
Es raro que alguna al este del estado del río Misisipi que se consideran parte del Occidente moderno. Históricamente, sin embargo, el Territorio del Noroeste fue un importante territorio a principios de los EE.UU., que comprende los actuales estados de Ohio, Indiana, Illinois, Míchigan y Wisconsin, así como la parte noreste de Minnesota . Además, las ligas deportivas de Estados Unidos con una conferencia o división "occidental" a menudo tienen miembros al este del Misisipi, por diversas razones, como no hay suficientes equipos occidentales verdaderos, no adherirse estrictamente a las regiones geográficas, etc. Por ejemplo, la NBA y NHL cada una Conferencia del Oeste con un miembro en Tennessee .
Las instituciones del patrimonio cultural dedicado al estudio del oeste estadounidense incluyen el Centro Nacional Autry, Briscoe Museo de Arte Occidental y Eiteljorg Museo de los indios americanos y el arte occidental .

## Demografía
- 52.8% blancos no hispanos

- 28.6% eran hispanos o latinos[2]

- 9.3% Asiáticos

- 4.8% de algún otro grupo étnico.

- 4.6% Negro o afroamericano

Según lo definido por la Oficina del Censo de Estados Unidos, la occidental región de Estados Unidos incluye 13 estados (con un 2010 población total estimada de 71.945.553)y se divide en dos unidades más pequeñas, o divisiones
Estados Montañosos : Montana, Wyoming, Colorado, Nuevo México, Idaho, Utah, Arizona, y Nevada
Estados del Pacífico : Washington, Oregón, California, Alaska, y Hawái
Sin embargo, la Oficina del Censo de Estados Unidos utiliza solo una definición de Occidente en su sistema de información, que puede no coincidir con lo que puede considerarse histórica o cultural de Occidente. Por ejemplo, en el Censo de 2000, la Oficina del Censo incluyó el estado con la segunda mayor población hispana en Texas, en el sur, incluido el estado con el segundo mayor indio americano población, Oklahoma, también en el sur, e incluyó las Dakotas, con sus grandes poblaciones de indios de las llanuras, en el Medio Oeste . Sin embargo, debe tenerse en cuenta que la mitad occidental de Oklahoma y Lejano Oeste de Texas, son por lo general ni cultural, geográfica, ni socioeconómicamente identificado con el Sur.
Las estadísticas del censo del 2000 de Estados Unidos, ajustado para incluir el segundo nivel de los estados al oeste del Misisipi, muestran que, en virtud de esa definición, Occidente tendría una población de 91.457.662, incluyendo 1.611.447 indígenas, o el 1,8% del total, y 22377288 Hispanos (la mayoría mexicanos), o 24,5% del total. Indios comprenden 0,9% de todos los estadounidenses, y los hispanos, el 12,5%. Los asiáticos, importante desde el comienzo de la historia de Occidente, totalizaron 5.161.446, o 5,6%, con más vida en el Lejano Oeste. Afroamericanos, totalizaron 5.929.968, o 6,5% -menor que la proporción nacional (12,8%). Las concentraciones más altas (12%) de los residentes negros en Occidente se encuentran en Texas y que también se considera un sur del estado y en California.
El Occidente sigue siendo una de las zonas más escasamente pobladas de los Estados Unidos con 49,5 habitantes por milla cuadrada (19 / km²). Solo Texas, con 78,0 habitantes / km². (30 / km²), Washington, con 86,0 habitantes / milla. (33 / km²), y California, con 213,4 habitantes / milla. (82 / km²) superan la media nacional de 77,98 habitantes / milla. (30 / km²).
Estos mapas de las 2.000 diferencias resaltan censo de Estados Unidos a partir de un estado a otro de los tres grupos minoritarios. Tenga en cuenta que la mayor parte de la población de América india, hispana y asiática es en Occidente.
La región occidental entero también ha sido fuertemente influenciada por hispanos o latinos, asiáticos, indios americanos y las islas del Pacífico ; que contiene el mayor número de minorías en EE.UU. Si bien la mayoría de los estudios de la dinámica racial en los Estados Unidos, tales como disturbios en Los Ángeles se han escrito sobre los estadounidenses de Europa y África, en muchas ciudades en el Oeste y California, los blancos y los negros juntos son menos de la mitad de la población debido a la preferencia por la región de los hispanos y los asiáticos. Afroamericanos y europeos, sin embargo, siguen ejerciendo una influencia política más fuerte debido a las tasas más bajas de la ciudadanía y el voto entre los asiáticos y los hispanos.
El oeste de Estados Unidos tiene una mayor proporción de sexos (más hombres que mujeres) que cualquier otra región de la nación.
Debido a la ola de desarrollo aún no había alcanzado la mayor parte de Occidente cuando la conservación se convirtió en un asunto nacional, las agencias del gobierno federal y gestionan vastas extensiones de tierra. (La más importante de ellas son el Servicio de Parques Nacionales y la Oficina de Administración de Tierras en el Departamento del Interior y el Servicio Forestal de Estados Unidos dentro del Departamento de Agricultura .) Los parques nacionales se reservan para actividades recreativas como la pesca, acampada, senderismo y paseos en bote, pero otras tierras del gobierno también permiten actividades comerciales como la ganadería, la tala y la minería . En los últimos años, algunos residentes locales que se ganan su sustento en tierras federales han entrado en conflicto con los directivos de la tierra, que están obligados a mantener el uso del suelo dentro de límites aceptables para el medio ambiente.
La ciudad más grande de la región es la de Los Ángeles, ubicada en la costa oeste. Otras ciudades de la costa oeste incluyen San Diego, San Bernardino, San Jose, San Francisco, Oakland, Bakersfield, Sacramento, Seattle, Tacoma, y Portland. Las ciudades principales de los Estados Montañosos son Denver, Colorado Springs, Phoenix, Tucson, Albuquerque, Las Vegas, Salt Lake City, Boise, El Paso, y Cheyenne.

## Geografía natural

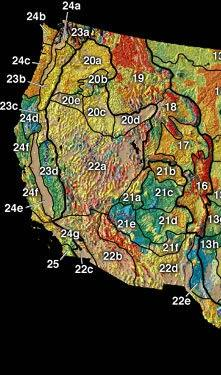
La geografía de la zona occidental de Estados Unidos se divide en tres grandes divisiones fisiográficas: el Sistema de las Montañas Rocosas (zonas 16 a 19 en el mapa), la Meseta Intermontana (20-22), y el Sistema de la montaña del Pacífico, de donde se extrae la hulla (23-25).

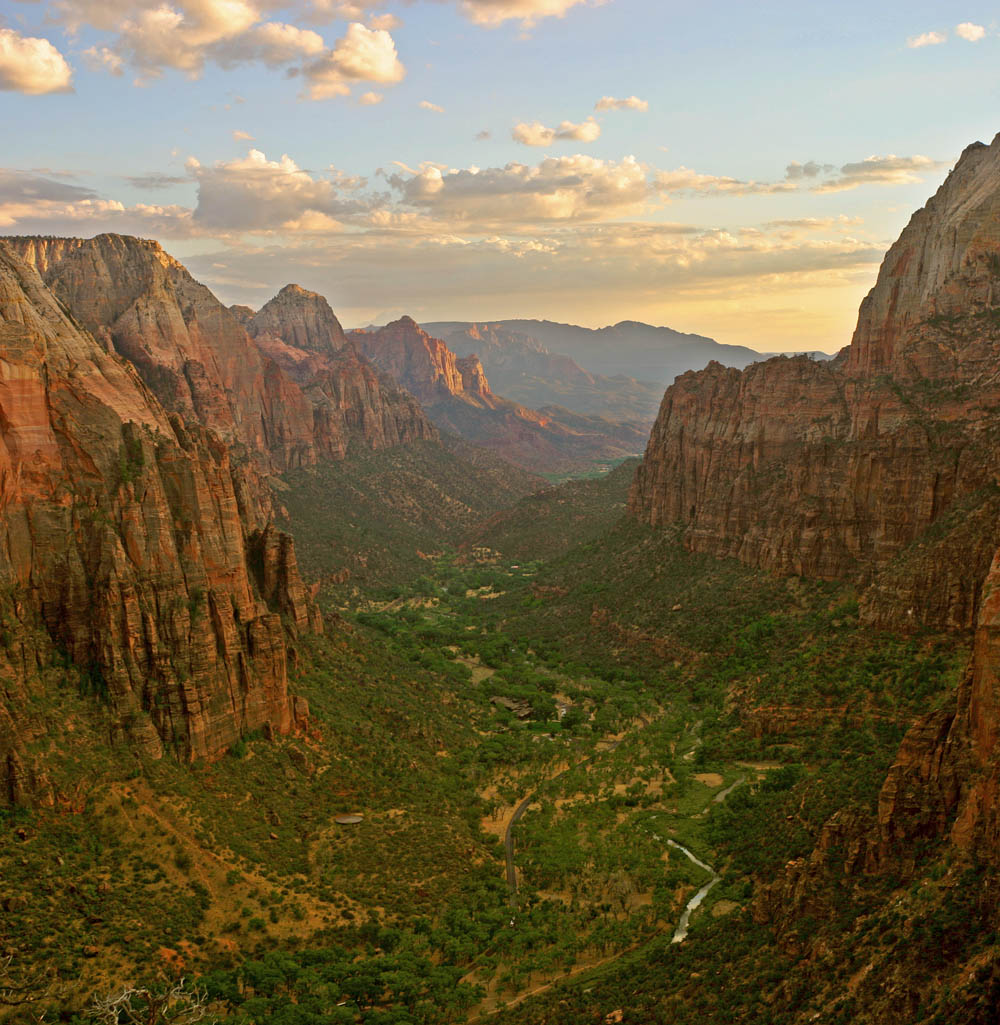
El parque nacional Zion en el sur de Utah es uno de los cinco parques nacionales en el estado.

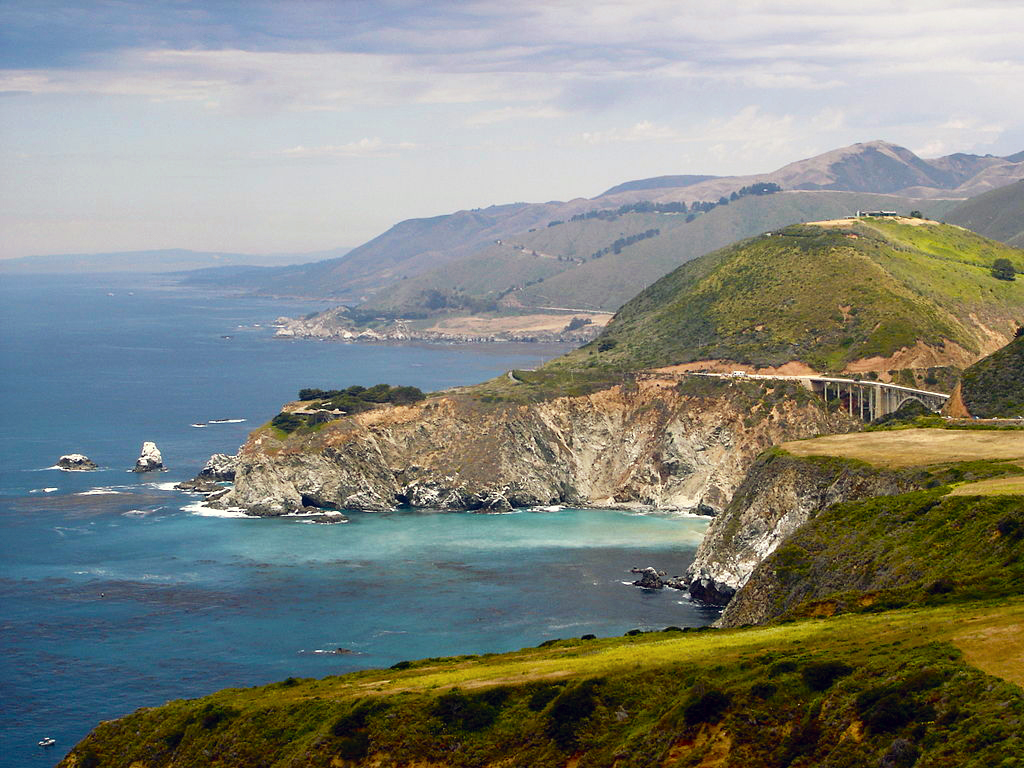
Big Sur, California

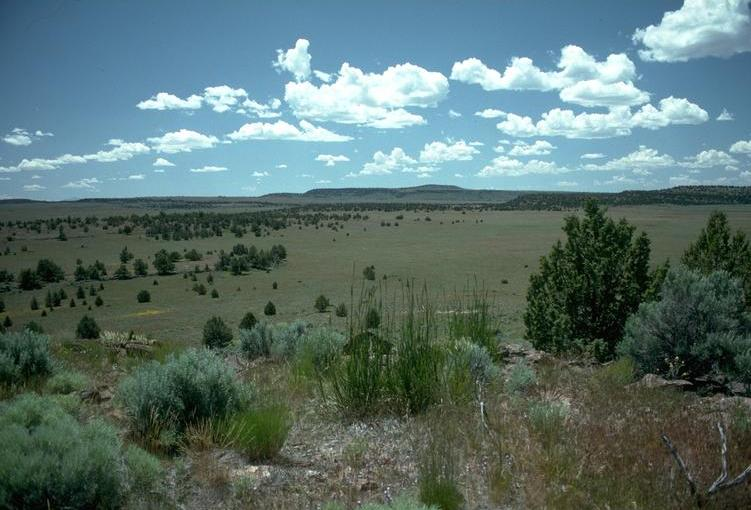
El High Desert región de Oregon.

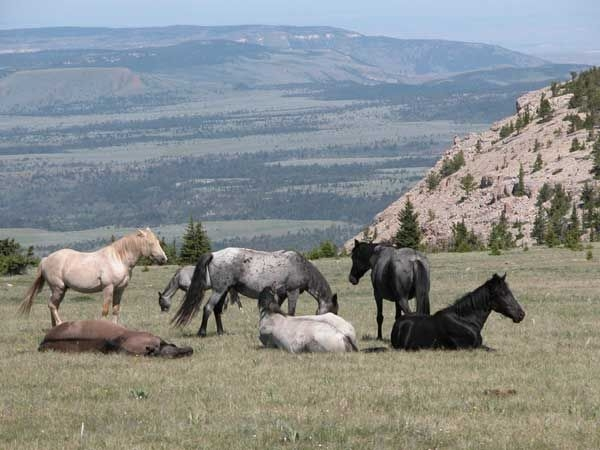
Las Pryor Mountains en Montana

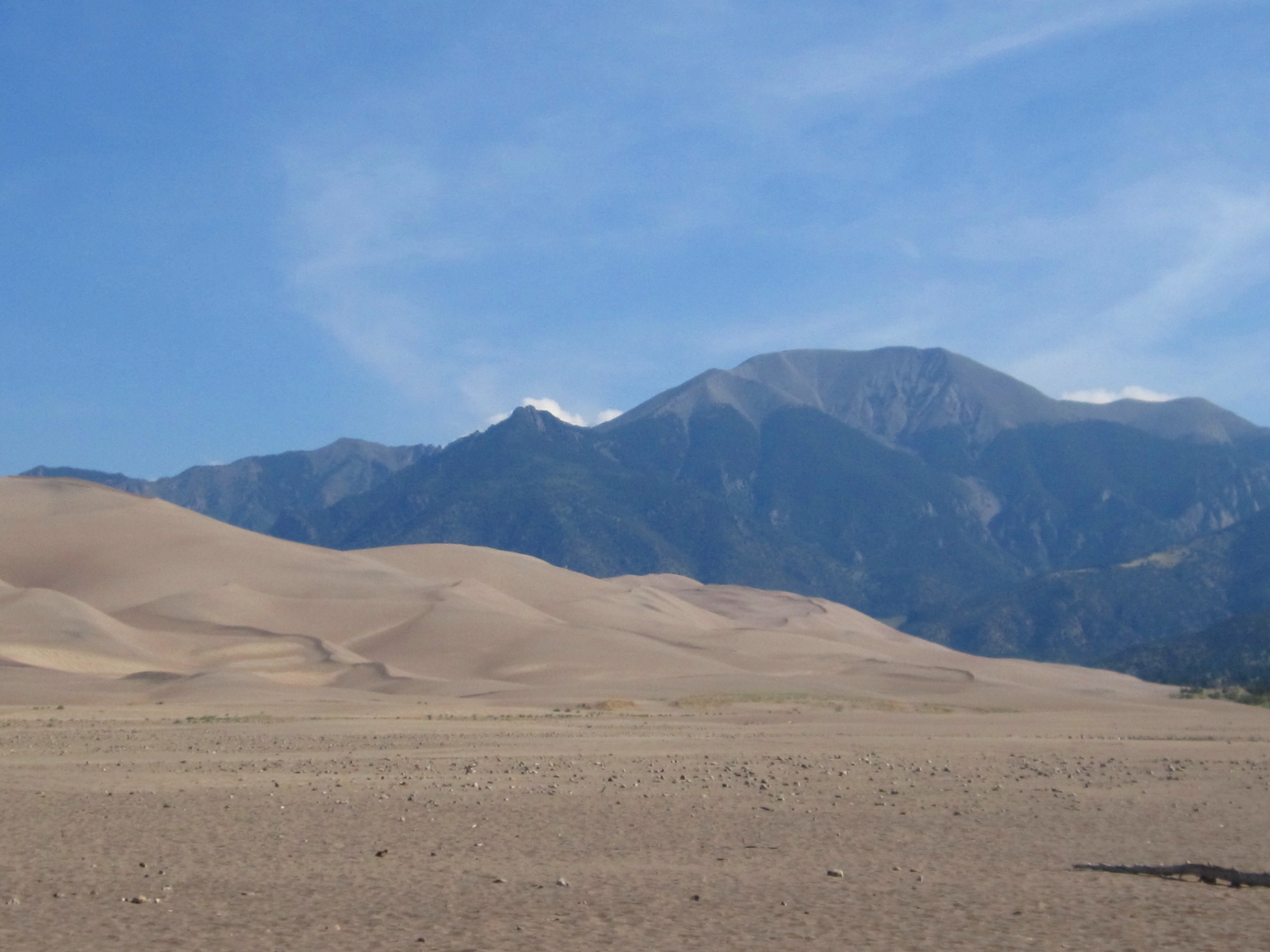
El parque nacional y reserva Grandes Dunas de Arena en Colorado

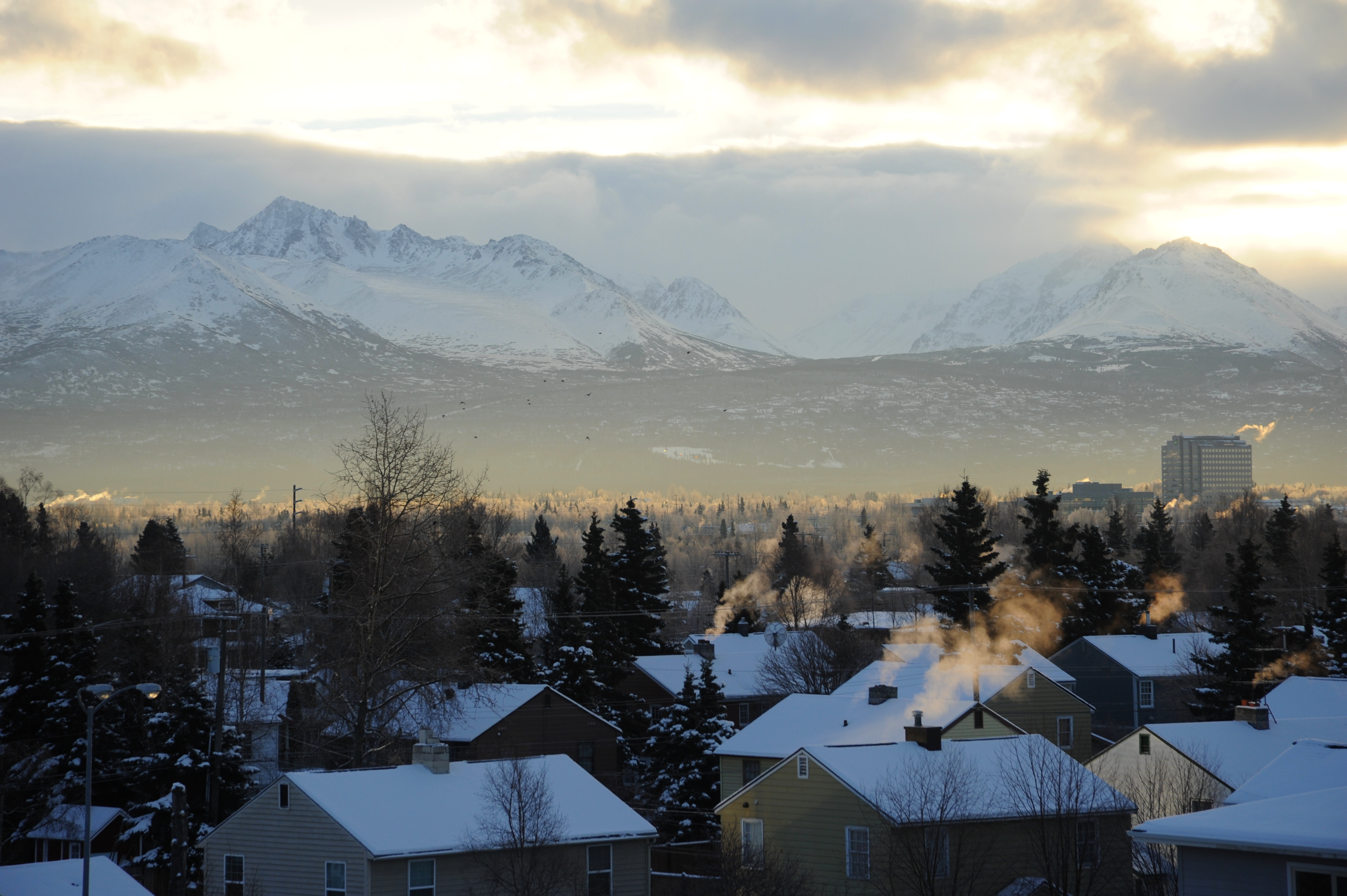
Las montañas Chugach sobre Anchorage, Alaska

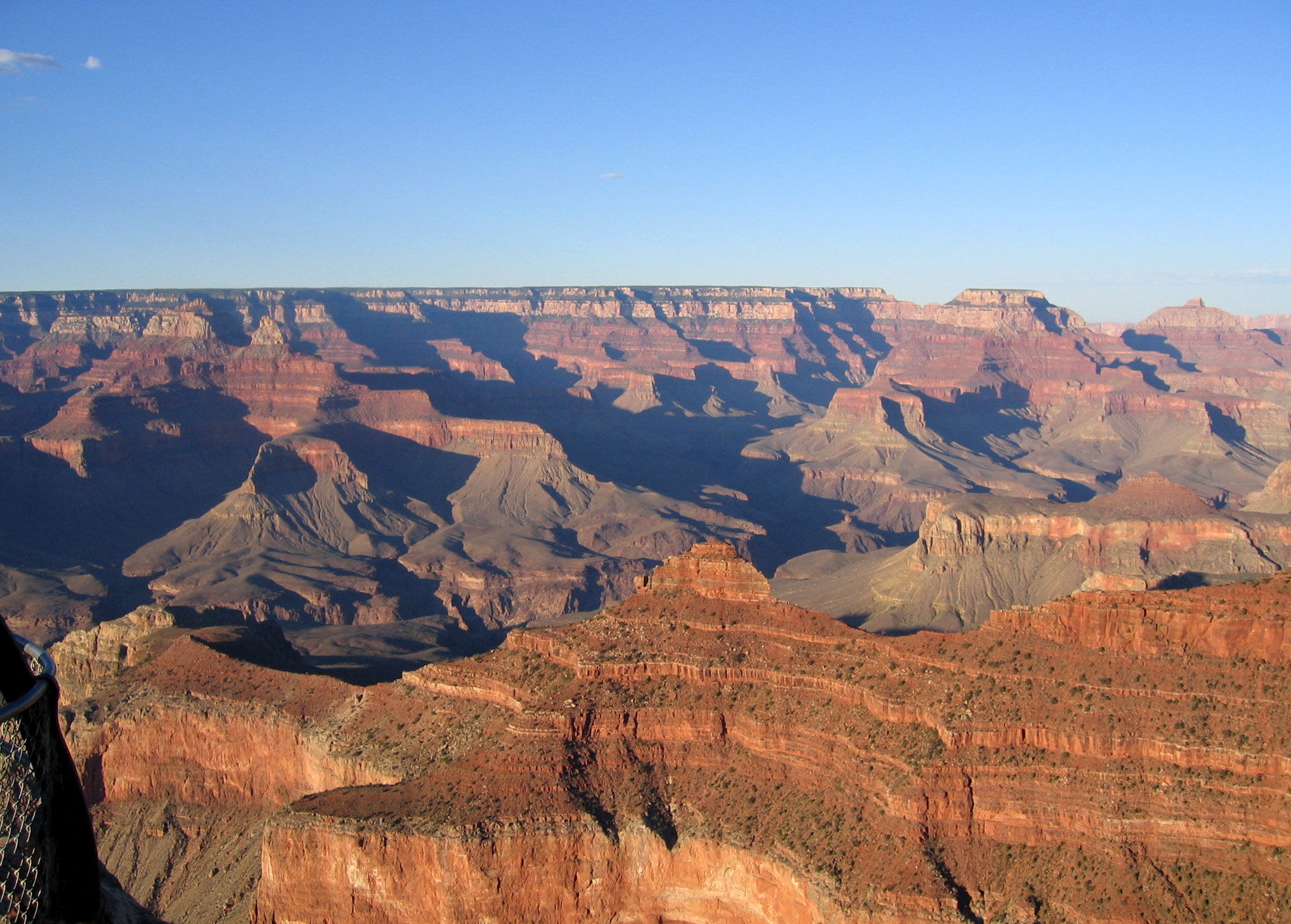
El Gran Cañón, Arizona

A lo largo del océano Pacífico costa se encuentran la Costa Ranges, que, aunque no acercarse a la escala de las Montañas Rocosas, son formidables, sin embargo. Recogen una gran parte de la humedad en el aire se mueve desde el océano. Al este de la cordillera de la Costa se encuentran varios fértiles cultivadas valles, especialmente el Valle de San Joaquín de California y el Valle de Willamette de Oregon.
Más allá de los valles se encuentran la Sierra Nevada en el sur y la Cordillera Cascade en el norte. Monte Whitney, a 14.505 pies (4.421 m), el pico más alto en los 48 estados contiguos, se encuentra en la Sierra Nevada. Las cascadas también son de origen volcánico. Monte Rainier, un volcán en Washington, es también más de 14.000 pies (4.300 m). Monte Santa Helena, un volcán en las cascadas erupción explosivamente en 1980 . Una erupción volcánica importante en el Monte Mazama alrededor de 4860 aC formó Lago Cráter . Estas sierras ven fuertes precipitaciones, capturando la mayor parte de la humedad que queda después de Rangos de la costa, y creando una sombra de lluvia a la formación de grandes extensiones de tierra árida este. Estas áreas secas abarcan gran parte de Nevada, Utah y Arizona. El desierto de Mojave y el desierto de Sonora, junto con otros desiertos se encuentran aquí.
Más allá de los desiertos se encuentran las Montañas Rocosas. En el norte, corren casi inmediatamente al este de la cordillera de las Cascadas, de modo que la región del desierto está a solo unos kilómetros de ancho por el momento se llega a la frontera con Canadá. Los Rockies son cientos de millas (kilómetros) de ancho, y corren ininterrumpidamente desde Nuevo México hasta Alaska. La Región de las Montañas Rocosas es el área en general más alto de los Estados Unidos, con una altitud media de 4.000 metros por encima (1.200 m). Los picos más altos de las Montañas Rocosas, 54 de las cuales son más de 14.000 pies (4.300 m), se encuentran en el centro y el oeste de Colorado .
Occidente tiene varios largos ríos que desembocan en el océano Pacífico, mientras que los ríos orientales van al golfo de México . El río Misisipi forma la más oriental límite posible para Occidente en la actualidad. El río Misuri, un afluente del Misisipi, fluye desde su cabecera en las Montañas Rocosas hacia el este a través de las Grandes Llanuras, una inmensa cubierta de hierba meseta, antes poco a poco inclinada hacia abajo a los bosques y por lo tanto a la Misisipi. El río Colorado serpentea a través de los estados de las Montañas, en un punto que forman el Gran Cañón .
El Colorado es una fuente importante de agua en el suroeste y muchas presas, como la presa Hoover, embalses de formulario con él. Tanto el agua se extrae de agua en todo el Occidente potable y de riego en California que en la mayoría de los años, el agua del Colorado ya no llega al golfo de California . El río Columbia, el río más grande en el volumen que fluye en el Océano Pacífico de América del Norte, y su afluente, el río de la serpiente, el agua del noroeste del Pacífico. La Platte atraviesa Nebraska y era conocido por ser una milla (2 km) de ancho, pero solo media pulgada (1 cm) de profundidad. El Río Grande forma la frontera entre Texas y México antes de girar hacia el norte y la división de Nuevo México en medio.
De acuerdo con la Guardia Costera de Estados Unidos, "El sistema Ríos occidental consiste en el Mississippi, Ohio, Missouri, Illinois, Tennessee, Cumberland, Arkansas, y ríos Blanco y sus afluentes, y algunos otros ríos que fluyen hacia el Golfo de México ." 

### El clima y la agricultura
La mayor parte de la tierra pública celebrada por el Servicio Forestal Nacional de Estados Unidos y la Oficina de Administración de Tierras es en los estados occidentales. Las tierras públicas representan el 25 al 75 por ciento de la superficie total en estos estados.
Como generalización, el clima de Occidente puede ser descrito como global semiárido ; sin embargo, partes de Occidente reciben cantidades extremadamente altas de lluvia y / o nieve, y aún otras partes son ciertas desierto y reciben menos de 5 pulgadas (130 mm) de lluvia por año. Además, el clima de Occidente es bastante inestable, y las áreas que son normalmente húmedo puede ser muy seco durante años y viceversa.
Las temperaturas estacionales varían mucho en todo Occidente. Elevaciones bajas en la costa oeste tienen cálidos veranos muy calurosos y reciben poca o ninguna nieve. El desierto del suroeste tiene veranos muy calurosos e inviernos suaves. Mientras que las montañas en el suroeste reciben generalmente grandes cantidades de nieve. El interior del Noroeste tiene un clima continental de cálido a caluroso verano y el frío de los inviernos fríos amargos.
La precipitación anual es mayor en las porciones del este, disminuyendo gradualmente hasta llegar a la costa del Pacífico donde aumenta de nuevo. De hecho, la mayor precipitación anual en los Estados Unidos cae en las regiones costeras del noroeste del Pacífico. La sequía es mucho más común en Occidente que el resto de los Estados Unidos. El lugar más seco registrado en los EE.UU. es de Death Valley, California.
Tormentas violentas ocurren al este de las Montañas Rocosas . Los tornados ocurren cada primavera en las llanuras del sur, con la más común y más destructiva centrado en Tornado Alley, que abarca porciones del este de Occidente, ( Tejas a Dakota del Norte ), y todos los estados intermedios y al este.
Agricultura varía en función de la lluvia, de riego, suelo, altitud, y las temperaturas extremas. Las regiones áridas generalmente solo admiten el pastoreo de ganado, ganado, principalmente vacuno. El cinturón de trigo se extiende desde Texas a través de las Dakotas, la producción de la mayor parte del trigo y la soja en los EE.UU. y exportar más para el resto del mundo. El riego en el suroeste permite el cultivo de grandes cantidades de frutas, frutos secos y verduras, así como granos, heno, y flores. Texas es un área importante del ganado y la cría de ovejas, así como el mayor productor de la nación de algodón. Washington es famosa por sus manzanas, y Idaho para sus papas. California y Arizona son grandes productores de cítricos de cultivos, a pesar de la creciente expansión metropolitana es que absorbe gran parte de esta tierra.
Funcionarios del gobierno local y estatal comenzaron a entender, después de varias encuestas realizadas durante la última parte del siglo XIX, que solo la acción por el gobierno federal podría proporcionar los recursos hídricos necesarios para apoyar el desarrollo del Oeste [ cita requerida ] . A partir de 1902, el Congreso aprobó una serie de actos que se autoriza la creación de la Oficina de Reclamación de los Estados Unidos para supervisar los proyectos de desarrollo de agua en diecisiete estados del oeste.
Durante la primera mitad del siglo XX, las represas y proyectos de riego proporciona agua para el rápido crecimiento de la agricultura en todo el Occidente y prosperidad traídos por varios estados, donde la agricultura había sido anteriormente solo nivel de subsistencia. Después de la Segunda Guerra Mundial, las ciudades de Occidente experimentó un auge económico y demográfico. El crecimiento de la población, sobre todo en las Southwest estados de Nuevo México, Utah, Colorado, Arizona y Nevada, ha puesto a prueba los recursos de agua y energía, con agua desviada de usos agrícolas de los principales centros de población, como el Valle de Las Vegas y Los Ángeles.

### Geología
Los llanos constituyen gran parte de la parte oriental de la occidental, sustentada con roca sedimentaria de la Alta Paleozoico, Mesozoico y Cenozoico épocas. Las Montañas Rocosas exponga roca ígnea y metamórfica tanto desde el Precámbrico y del Fanerozoico eon. Estados El Inter-montaña y noroeste del Pacífico tienen grandes extensiones de rocas volcánicas de la era Cenozoica. salinas y lagos salados revelan un momento en que los grandes mares interiores cubrían gran parte de lo que hoy es el Oeste.
Los estados del Pacífico son las zonas geológicamente más activas en Estados Unidos. Los terremotos causan daño de pocos a varios años en California. A su vez, los estados del Pacífico pertenecen a las áreas de mayor vulcanismo, contando con numerosos volcanes extintos y ríos de lava.

## Historia
Mayor resolución de los territorios occidentales se desarrolló rápidamente en la década de 1840, en gran parte a través de la ruta de Oregón y la fiebre del oro de California de 1849. California experimentó un crecimiento tan rápido en unos pocos meses que fue admitido como estado en 1850 sin la fase de transición normal de convirtiéndose en un territorio oficial.
Una de las migraciones más grandes en la historia de Estados Unidos se produjo en la década de 1840 cuando los Santos de los Últimos Días abandonaron el Medio Oeste para construir una teocracia en Utah.
Tanto Omaha, Nebraska y San Luis, Misuri reclamó el título, "Puerta al Oeste" durante este período. Omaha, sede de la Union Pacific Railroad y el rastro mormón, hizo su fortuna en el equipamiento de los colonos; St. Louis construido en sí a la gran comercio de la piel en el Oeste antes de su liquidación.
Los años 1850 estuvieron marcadas por batallas políticas sobre la expansión de la esclavitud en los territorios occidentales, los problemas que conducen a la guerra civil.
La historia del oeste estadounidense a finales del siglo XIX y principios del XX se ha adquirido un mito cultural en la literatura y el cine de Estados Unidos. La imagen del vaquero, el granjero, y la expansión hacia el oeste tomó hechos reales y los transmuta en un mito del oeste, que ha dado forma a gran parte de la cultura popular estadounidense desde finales del siglo XIX.
Los escritores tan diversos como Bret Harte y Zane Grey celebran o se burlaban de la cultura vaquera, mientras que artistas como Frederic Remington crean arte occidental como un método de registro de la expansión hacia el oeste. El cine estadounidense, en particular, creó el género de la película del oeste, que, en muchos casos, utilice el Occidente como una metáfora de la virtud de la autosuficiencia y un espíritu estadounidense. El contraste entre el romanticismo de la cultura sobre el Oeste y la actualidad de la historia de la expansión hacia el oeste ha sido un tema de finales del siglo XX y principios del siglo XXI becas sobre el Oeste. La cultura del vaquero se ha arraigado en la experiencia estadounidense como una piedra de toque cultural común, y las formas modernas tan diversos como la música country ha celebrado la sensación de aislamiento y la independencia de espíritu inspirado por los hombres de la frontera en tierra virgen.

### El siglo XX
El advenimiento del automóvil permitió al estadounidense medio para recorrer el Oeste. Empresarios occidentales promovieron la ruta 66 como medio para llevar el turismo y la industria para Occidente. En la década de 1950, los representantes de todos los estados del oeste construyeron el Cowboy Hall de la Fama y el Western Heritage Center para mostrar la cultura occidental y saludar a los viajeros procedentes de Oriente. Durante la segunda mitad del siglo XX, varias carreteras interestatales transcontinentales cruzaron el Oeste con lo que más comercio y turistas de Oriente. Ciudades de auge del petróleo en Texas y Oklahoma rivalizaban los viejos campamentos mineros por su crudeza y la riqueza. El Dust Bowl obligó a los niños de los colonos originales aún más al oeste.
Las películas se convirtieron en fuente de Estados Unidos jefe de entretenimiento con la ficción occidental, más tarde la comunidad de Hollywood en Los Ángeles se convirtió en el cuartel general de los medios de comunicación, como la producción de radio y televisión.
California se ha convertido en el estado más poblado y uno de los 10 principales economías del mundo. 19a-20a auges finales masivos de población y liquidación del siglo crearon dos megalópolis áreas del Gran Los Angeles / Sur de California y los San Francisco Bay Area / Norte de California regiones, una de las áreas metropolitanas más grandes del país y en las 25 principales áreas urbanas más grandes del mundo. Otros cuatro áreas metropolitanas de San Bernardino - Riverside, San Diego, Denver, Phoenix y Seattle tienen más de un millón de habitantes, mientras que las tres áreas metropolitanas de mayor crecimiento fueron el área metropolitana de Salt Lake City, el área metropolitana de Las Vegas ; y el área metropolitana de Portland.
Aunque ha habido segregación, junto con acusaciones de discriminación racial y la brutalidad de la policía hacia las minorías debido a cuestiones tales como la inmigración ilegal y un cambio racial (es decir, el vuelo Blanca y ahora vuelo negro ) en la demografía del barrio, a veces conduce a disturbios por motivos raciales (es decir, el 1992 Disturbios en Los Ángeles y 1965 Watts Riots ), Occidente tiene una reputación continua por ser de mente abierta y por ser una de las zonas más racialmente progresivas en los Estados Unidos.
Los Angeles tiene la mayor población mexicana fuera de México, mientras que San Francisco tiene la mayor comunidad china en América del Norte y también tiene una gran comunidad LGBT, Oakland y California tiene un gran porcentaje de los residentes son afro-americano, además de Long Beach, California tiene una gran comunidad Negro. El estado de Utah tiene un Mormón mayoría (estimado en el 62,4% en 2004), mientras que algunas ciudades como Albuquerque, Nuevo México ; Spokane, Washington ; Tucson, Arizona y Billings, Montana se encuentran cerca de las Reservas Indígenas . En las zonas remotas existen asentamientos de los nativos de Alaska y los nativos de Hawái.

## Cultura
Frente al océano Pacífico y la frontera mexicana, Occidente ha sido formado por una variedad de grupos étnicos. Hawái es el único estado de la unión en la que los asiático-americanos son más numerosos que los residentes estadounidenses de raza blanca. Los asiáticos de muchos países se han establecido en California y otros estados costeros en varias oleadas de inmigración desde el siglo XIX, contribuyendo a la fiebre del oro, la construcción del ferrocarril transcontinental, la agricultura, y más recientemente, la alta tecnología.
Los estados fronterizos de California, Arizona, Nuevo México y Texas, tienen gran número de población de origen hispano, y los topónimos en castellano dan fe de su historia como antiguos territorios españoles y mexicanos. Otros estados del suroeste como Colorado, Utah y Nevada cuentan con grandes poblaciones hispanas, así, con muchos nombres de lugares también dan testimonio de la historia de los antiguos territorios mexicanos. Los mexicano-americanos también han tenido una creciente población en los estados del noroeste de Oregon y Washington, así como el estado sureño de Oklahoma.
El Occidente también contiene gran parte del nativo estadounidense de la población en EE.UU., en particular en las grandes reservas en los estados montañosos y desérticos.

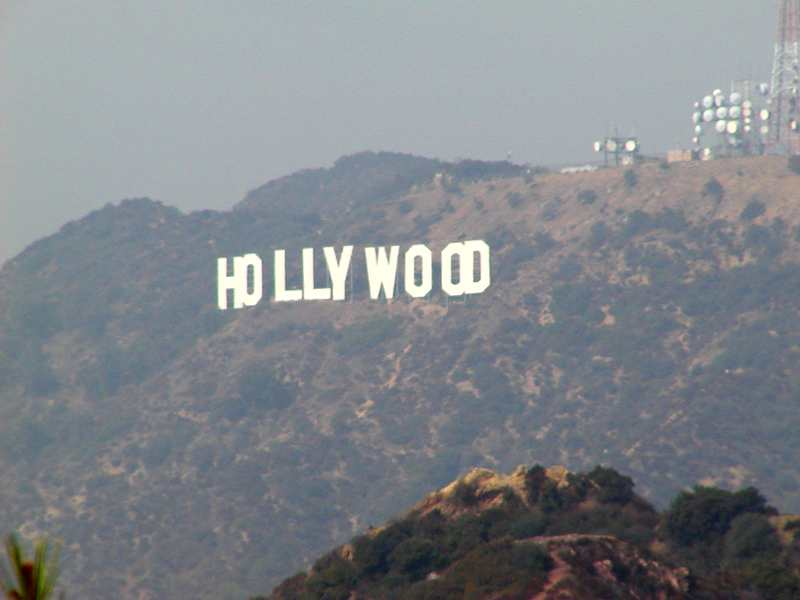
Hollywood es una conocida zona de Los Ángeles y el centro simbólico de la industria cinematográfica estadounidense.

Las mayores concentraciones de los afroamericanos en Occidente se encuentran en Los Ángeles, Oakland, Sacramento, San Francisco, Phoenix, Seattle, Las Vegas, Denver, y Colorado Springs.
En los estados del pacífico, las amplias zonas llenas de pequeños pueblos, granjas y bosques se complementan con unas pocas ciudades portuarias grandes que se han desarrollado en centros mundiales de las industrias de medios y tecnología. La segunda ciudad más grande de la nación, Los Ángeles es el más conocido como el hogar de Hollywood película de la industria; el área alrededor de Los Ángeles también fue un centro importante para la industria aeroespacial industria de la Segunda Guerra Mundial, a pesar de Boeing, con sede en el estado de Washington llevaría la industria aeroespacial. Impulsado por el crecimiento de Los Ángeles, así como el área de San Francisco Bay, incluyendo Silicon Valley, el centro de la industria de alta tecnología de Estados Unidos, California se ha convertido en el más poblado de todos los 50 estados.
Alaska es el estado más septentrional de la Unión estadounidense, es una vasta tierra de pocas personas, muchas de ellas autóctonas, y de grandes extensiones deshabitadas, protegidas en parques nacionales y refugios de vida silvestre. La ubicación de Hawái hace una importante vía de acceso entre EE.UU. y Asia, así como un centro para el turismo.
Oregón y Washington también han experimentado un crecimiento rápido con la subida de Boeing y Microsoft, junto con las industrias basadas en la agricultura y los recursos. Los estados del desierto y la montaña tienen densidades de población relativamente bajas, y desarrollados como zonas ganaderas y mineras que son solo recientemente se han urbanizado. La mayoría de ellos tienen culturas muy individualistas, y han trabajado para equilibrar los intereses de desarrollo urbano, la recreación y el medio ambiente.

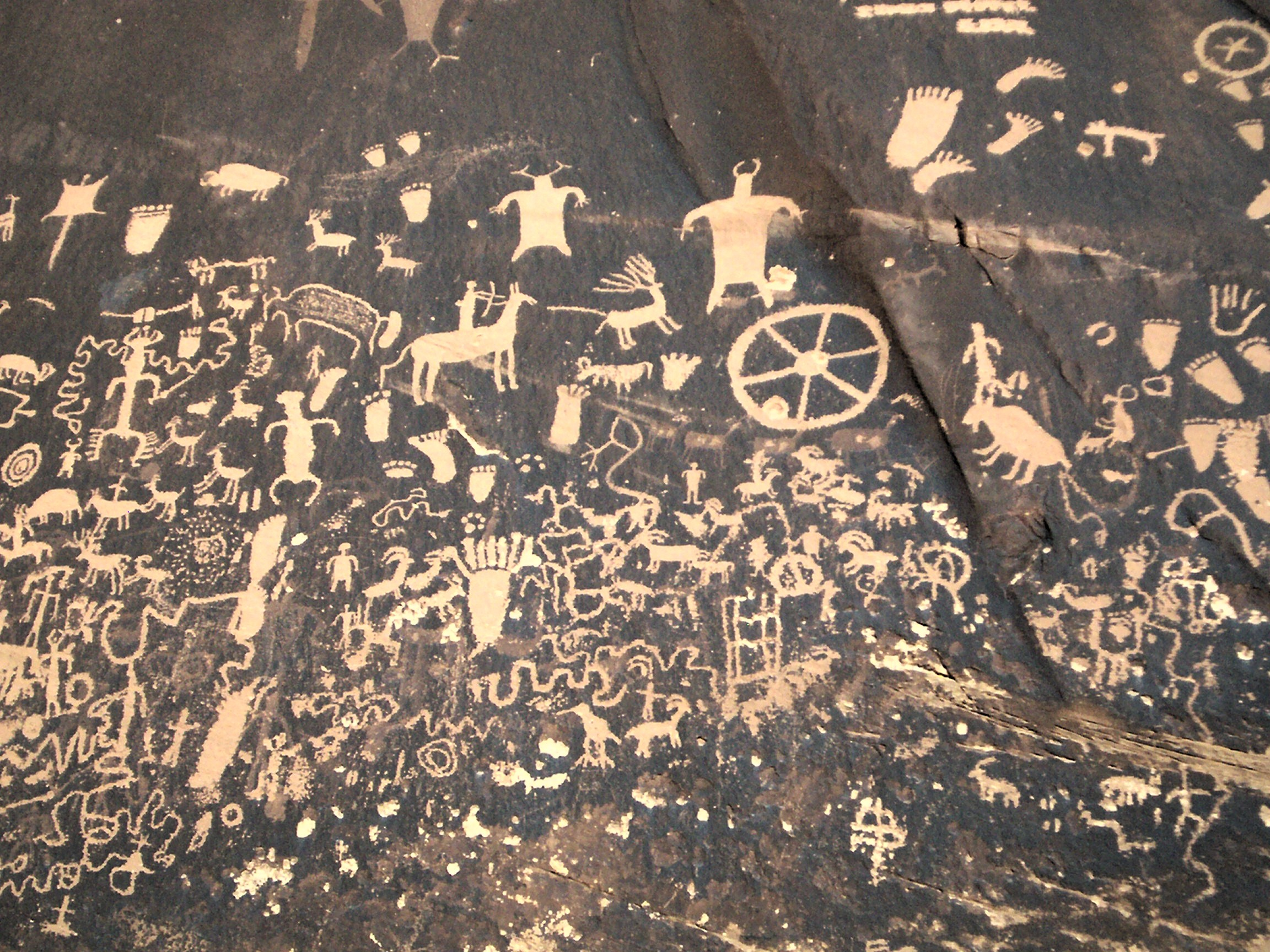
El Monumento Histórico Estatal Newspaper Rock, en Utah, contiene petroglifos dejados por los primeros habitantes del suroeste de Estados Unidos.

Culturalmente puntos distintivos incluyen el gran Mormón población en el Corredor Mormón, que incluye el sudeste de Idaho, Utah, el norte de Arizona, y Nevada ; los extravagantes casinos de las ciudades turísticas de Las Vegas y Reno, Nevada; y los numerosos indios americanos en sus reservas tribales.

## Política

Estados de Estados Unidos donde las leyes estatales legalizaron la marihuana medicinal antes de 2005.

Estados que legalizaron el suicidio asistido por un médico

Estados que no tienen ningún impuesto sobre la renta en el ámbito estatal

La distancia de la región de los centros históricos de poder en el Oriente, y el célebre " frontera espíritu "de sus pobladores ofrecen dos clichés para explicar, política heterogéneos independientes de la región. Históricamente, Occidente fue la primera región para ver generalizadas sufragio femenino . California dio a luz tanto los derechos de propiedad y los movimientos de conservación, y dio lugar a fenómenos como el Contribuyente Revuelta y el Berkeley Free Speech Movement . También ha producido tres presidentes: Herbert Hoover, Richard Nixon y Ronald Reagan .
La prevalencia de libertarios actitudes políticas está muy extendida. Por ejemplo, la mayoría de los estados occidentales han legalizado la marihuana medicinal (todos menos Utah y Wyoming) y algunas formas de juego (excepto Utah), Oregon y Washington han legalizado el suicidio asistido por un médico, la mayoría de los condados rurales de Nevada permiten prostíbulos con licencia, y los votantes en Alaska, Colorado, Oregon y Washington han legalizado el uso recreativo de la marihuana. Existe menos resistencia al reconocimiento legal de las uniones del mismo sexo como cada estado occidental solo los reconoce.
La costa oeste se inclina hacia el Partido Demócrata . Dos principales partidos políticos de San Francisco son el Partido Verde y el Partido Demócrata. Seattle ha sido históricamente un centro de la política radical de izquierda. Tanto los líderes demócratas del Congreso son de la región: líder de la minoría Nancy Pelosi de California y la mayoría del Senado, Harry Reid, de Nevada.
Las zonas interiores son más republicano, con Alaska, Arizona, Idaho, Montana, Utah y Wyoming siendo bastiones republicanos, y Colorado, Nevada y Nuevo México estados siendo swing. El estado de Nevada es considerada un referente político, habiendo correctamente votó a favor de todos los presidentes, excepto una vez (en 1976) desde 1912. Nuevo México también se considera un referente, después de haber votado por el ganador del voto popular en cada elección presidencial desde la condición de Estado, excepto en 1976 . El estado de Arizona ha sido ganada por el candidato republicano a la presidencia en todas las elecciones, excepto uno desde 1948, mientras que los estados de Idaho, Utah y Wyoming han sido ganadas por el candidato republicano a la presidencia en todas las elecciones desde 1964. En los últimos años, tanto Utah y Arizona han sido ampliamente reconocida como la mayoría de los estados conservadores del país. [ cita requerida ]
A medida que el grupo demográfico de más rápido crecimiento, después de los asiáticos, hispanos están muy disputado por ambas partes. La inmigración es un tema político importante para este grupo. Reacción en contra de los extranjeros ilegales condujo a la aprobación de la Proposición 187 en 1994, una iniciativa electoral que habría negado muchos servicios públicos a los extranjeros ilegales. Asociación de esta propuesta con los republicanos de California, especialmente actual gobernador Pete Wilson, llevó a muchos votantes hispanos a los demócratas.

## Estados
Los estados incluidos serían los siguientes:
| Bandera | Estado       | Nombre oficial                             | Abrev. | Ingreso en la Unión                | Capital        | Ciudad más poblada (2006) | Población (2020) | Superficie (km²) | Densidad (hab./km²) |
| ------- | ------------ | ------------------------------------------ | ------ | ---------------------------------- | -------------- | ------------------------- | ---------------- | ---------------- | ------------------- |
|         | Arizona      | State of Arizona                           | AZ     | 14 de febrero de 1912 (113 años)   | Phoenix        | Phoenix                   | 7 151 502        | 295 254          | 24.22               |
|         | Arkansas     | State of Arkansas                          | AR     | 15 de junio de 1836 (188 años)     | Little Rock    | Little Rock               | 3 011 524        | 137 732          | 21.86               |
|         | California   | State of California                        | CA     | 9 de septiembre de 1850 (174 años) | Sacramento     | Los Ángeles               | 39 538 223       | 423 970          | 93.25               |
|         | Colorado     | State of Colorado                          | CO     | 1 de agosto de 1876 (148 años)     | Denver         | Denver                    | 5 773 714        | 269 601          | 21.41               |
|         | Idaho        | State of Idaho                             | ID     | 3 de julio de 1890 (134 años)      | Boise          | Boise                     | 1 839 106        | 216 446          | 8.49                |
|         | Kansas       | State of Kansas                            | KS     | 29 de enero de 1861 (164 años)     | Topeka         | Wichita                   | 2 937 880        | 213 096          | 13.78               |
|         | Luisiana     | State of Louisiana État de Louisiane       | LA     | 30 de abril de 1812 (213 años)     | Baton Rouge    | Nueva Orleans             | 4 657 757        | 134 264          | 34.69               |
|         | Minnesota    | State of Minnesota                         | MN     | 11 de mayo de 1858 (166 años)      | Saint Paul     | Mineápolis                | 5 706 494        | 225 171          | 25.34               |
|         | Misuri       | State of Missouri                          | MO     | 10 de agosto de 1821 (203 años)    | Jefferson City | Kansas City               | 6 154 913        | 180 533          | 34.09               |
|         | Montana      | State of Montana                           | MT     | 8 de noviembre de 1889 (135 años)  | Helena         | Billings                  | 1 084 225        | 380 838          | 2.84                |
|         | Nebraska     | State of Nebraska                          | NE     | 1 de marzo de 1867 (158 años)      | Lincoln        | Omaha                     | 1 961 504        | 200 345          | 9.79                |
|         | Nevada       | State of Nevada                            | NV     | 31 de octubre de 1864 (160 años)   | Carson City    | Las Vegas                 | 3 104 614        | 286 351          | 10.84               |
|         | Nuevo México | State of New Mexico Estado de Nuevo México | NM     | 6 de enero de 1912 (113 años)      | Santa Fe       | Albuquerque               | 2 117 522        | 314 915          | 6.72                |
|         | Oklahoma     | State of Oklahoma                          | OK     | 16 de noviembre de 1907 (117 años) | Oklahoma City  | Oklahoma City             | 3 959 353        | 181 035          | 21.87               |
|         | Oregón       | State of Oregon                            | OR     | 14 de febrero de 1859 (166 años)   | Salem          | Portland                  | 4 237 256        | 254 805          | 16.62               |
|         | Utah         | State of Utah                              | UT     | 4 de enero de 1896 (129 años)      | Salt Lake City | Salt Lake City            | 3 271 616        | 219 887          | 14.87               |
|         | Washington   | State of Washington                        | WA     | 11 de noviembre de 1889 (135 años) | Olympia        | Seattle                   | 7 705 281        | 184 665          | 41.72               |
|         | Wyoming      | State of Wyoming                           | WY     | 10 de julio de 1890 (134 años)     | Cheyenne       | Cheyenne                  | 576 851          | 253 336          | 2.27                |

## Salud
El oeste de Estados Unidos se ubica consistentemente bien en las medidas de salud. La tasa de hospitalizaciones potencialmente evitables en el oeste de Estados Unidos fue siempre de las más bajas en contra de otras regiones en el 2005 hasta 2011.
Mientras que la proporción de hospitalizaciones maternas o neonatales fue mayor en el Oeste de los Estados Unidos en relación con otras regiones, la proporción de estancias médicas en los hospitales fue menor que en otras regiones en 2012.

### En inglés
- History of the American West, Photo collection at Library of Congress
- Photographs of the American West: 1861-1912, US National Archives & Records Administration
- Access documents, photographs, and other primary sources on Kansas Memory, the Kansas State Historical Society's digital portal
- Census 2000 Briefs and Special Reports, at the website of the US Census Bureau
- Western Region Labor Statistics, Bureau of Labor Statistics
- History: American West, Vlib.us
- Guide to the American West
- The American West
- Institute for the Study of the American West
- High Plains Western Heritage Center
- National Cowboy & Western Heritage Museum
- Museum of the American West
- Center of the American West
- U.S. West: Photographs, Manuscripts, and Imprints, SMU Central University Libraries

- Datos: Q12612
- Multimedia: Western United States / Q12612